# Демченко Іван Іванович
Іван Іванович Демченко (20 жовтня 1931, село Бабичеве, тепер Троїцької селищної громади Сватівського району Луганської області — ?) — молдавський радянський діяч, міністр промисловості будівельних матеріалів Молдавської РСР. Член ЦК КП Молдавії в 1981—1990 роках. Депутат Верховної Ради Молдавської РСР 10—11-го скликань. Кандидат технічних наук (1973).

## Біографія
Народився в селянській родині.
У 1954 році закінчив Новочеркаський політехнічний інститут імені Серго Орджонікідзе.
У 1954—1955 роках — начальник кар'єру, в 1955—1957 роках — головний інженер Матеуцького вапняного заводу Резінського району Молдавської РСР.
Член КПРС з 1956 року.
У 1957 році — головний інженер Гіндештських розробок ракушника Флорештського району Молдавської РСР. У 1957—1959 роках — головний інженер Криковських розробок ракушника Криулянського району Молдавської РСР.
У 1959—1960 роках — головний інженер, заступник начальника відділу промисловості будівельних матеріалів Ради народного господарства Молдавської РСР.
У 1960—1961 роках — головний інженер Головного управління промисловості будівельних матеріалів Міністерства будівництва та будівельних матеріалів Молдавської РСР.
У 1961—1964 роках — заступник міністра — начальник Головного управління Міністерства будівництва та будівельних матеріалів Молдавської РСР.
У 1964—1965 роках — начальник Управління промисловості будівельних матеріалів Ради народного господарства Молдавської РСР.
У 1965 — 16 січня 1980 року — 1-й заступник міністра промисловості будівельних матеріалів Молдавської РСР.
16 січня 1980 — 24 травня 1990 року — міністр промисловості будівельних матеріалів Молдавської РСР.
Подальша доля невідома.

## Нагороди
- орден Трудового Червоного Прапора
- орден «Знак Пошани»
- медалі